# Ла-Эсперанса
Ла-Эсперанса (исп. La Esperanza) — город на юго-западе Гондураса, административный центр департамента Интибука. Основан 22 сентября 1848 года. Население — 12 502 чел. Площадь — 157 кв. км. Отделён от города Интибука всего одной улицей.

## История
Раньше на территории города было два поселения: Лентеркала и Эрамани. Там жили два индейских племени: ленка (живут до сих пор на окраине города) и майя (больше не живут). В 1647 году испанец Франсиско де ла Серда чётко разделил их. Население увеличивалось, и 22 сентября 1848 года Ла-Эсперанса получила статус города.

## Географическое положение
Расположен в 1700 метрах над уровнем моря, примерно в 80 км от столицы — Тегусигальпы.

## Климат
Самым тёплый месяц в городе — март, а самый холодный — октябрь.

## Туризм
В городе очень развит туризм: Ла-Эсперанса находится на маршруте Тегусигальпа-Западный Гондурас. Это делает его удобным местом для ночлега. В Ла-Эсперанса много отелей и ресторанов. Главные достопримечательности города смотрите ниже.

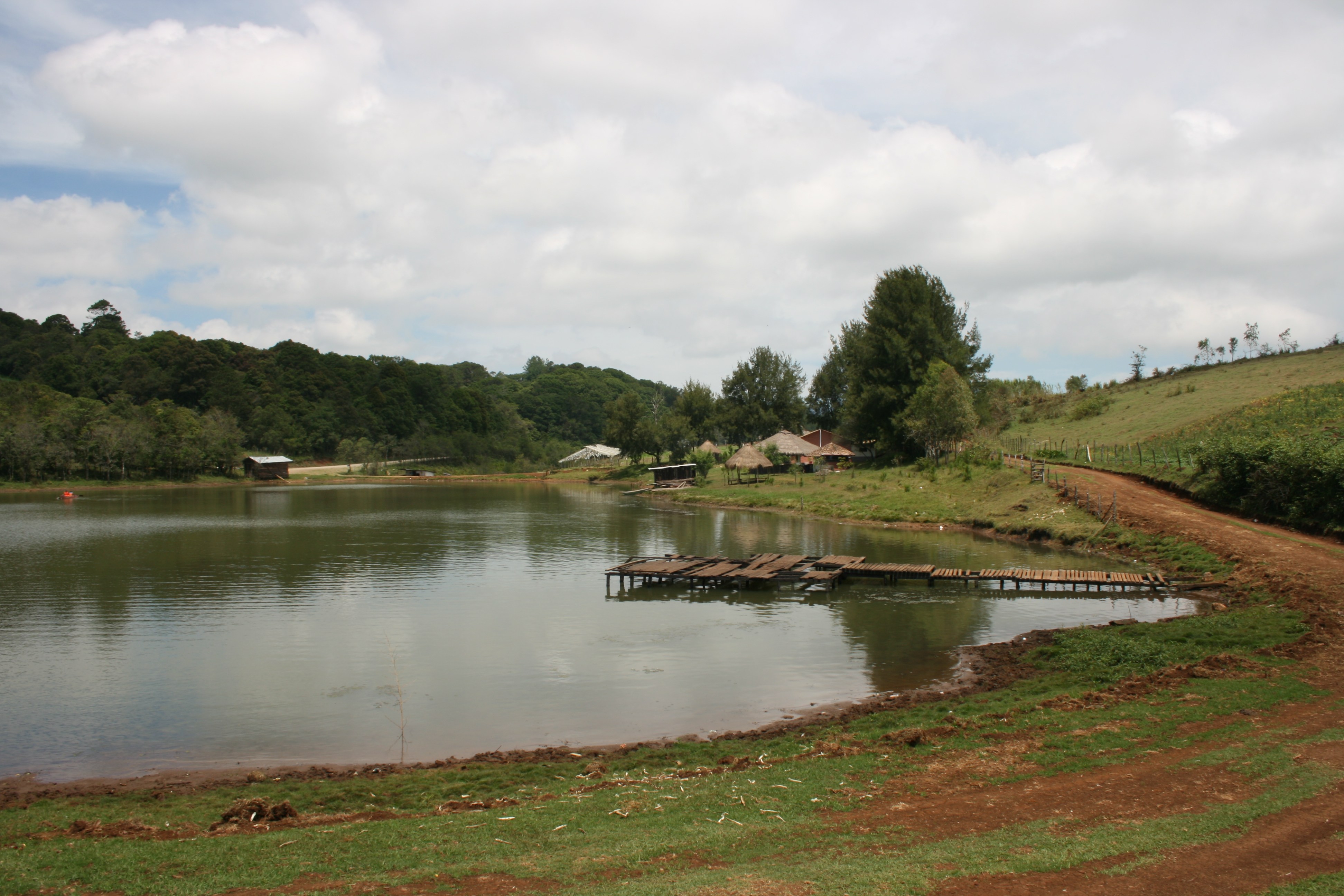
Лагуна Чилигаторо

1. Пещера Ла Грута. Из неё открывается самый лучший вид на город.
2. Музей ленка — музей истории и традиций этого племени.
3. Две лагуны — де Матре Виеха и Чилигаторо.
4. Стадион Эстадио Ромуальдо Буэсо — главный стадион города, вмещает 3000 человек.
5. Общественные бани.
6. Двоф Форист — парк-заповедник. Там растут карликовые деревья.